# Академическая гребля на летних Олимпийских играх 2004 — четвёрки парные (мужчины)
Соревнования по академической гребле на летних Олимпийских играх 2004 среди парных четвёрок прошли с 15 по 22 августа. В заплывах приняли участие 13 команд. Золотые олимпийские награды выиграл экипаж сборной России: Сергей Федоровцев, Игорь Кравцов, Алексей Свирин и Николай Спинёв (эта медаль стала единственной для сборной России наградой в академической гребле). Команда России управляла во время финального соревнования лодкой под номером 2.
Примечательно, что 5 из 6 команд в финале представляли славянские страны.

## Медалисты
| Золото                                                                       | Серебро                                                          | Бронза                                                                      |
| Россия · Сергей Федоровцев · Игорь Кравцов · Алексей Свирин · Николай Спинёв | Чехия · Давид Копршива · Томаш Карась · Якуб Ганак · Давид Йирка | Украина · Сергей Гринь · Сергей Билоущенко · Олег Лыков · Леонид Шапошников |

## Квалификация

### Основные гонки
В рамках квалификации состоялись три гонки: в первой гонке участвовали пять экипажей, во второй и третьей по четыре. По три лучшие команды из каждой гонки вышли в полуфинал, остальные соревновались в дополнительном раунде за три дополнительных места.
15 августа 2004
| Место | Страна    | Гребцы                                                     | Время      |
| ----- | --------- | ---------------------------------------------------------- | ---------- |
| 1     | Германия  | Андре Виллимс, Штефан Фолькерт, Марко Гайзлер, Роберт Сенс | 5:43.17 SF |
| 2     | Эстония   | Олег Виноградов, Игорь Кузьмин, Андрей Шилин, Андрей Ямся  | 5:45.56 SF |
| 3     | Австралия | Скотт Бреннан, Дэвид Кроушей, Данкан Фри, Шон Каултон      | 5:46.32 SF |
| 4     | США       | Бен Холбрук, Брэтт Уилкинсон, Слоун Даросс, Кент Смэк      | 5:50.61 R  |
| 5     | Швейцария | Симон Штурм, Кристиан Штофер, Оливье Гремо, Флориан Штофер | 6:20.67 R  |

| Место | Страна  | Гребцы                                                               | Время      |
| ----- | ------- | -------------------------------------------------------------------- | ---------- |
| 1     | Польша  | Адам Брониковский, Марек Колбович, Славомир Крушковский, Адам Король | 5:41.98 SF |
| 2     | Россия  | Сергей Федоровцев, Игорь Кравцов, Алексей Свирин, Николай Спинёв     | 5:43.77 SF |
| 3     | Италия  | Алессандро Корона, Симоне Венье, Федерико Гаттинони, Симоне Раньери  | 5:45.84 SF |
| 4     | Франция | Ксавье Филипп, Седрик Беррес, Жонатан Коффик, Фредерик Перрье        | 5:50.74 R  |

| Место | Страна         | Гребцы                                                             | Время      |
| ----- | -------------- | ------------------------------------------------------------------ | ---------- |
| 1     | Чехия          | Давид Копршива, Томаш Карась, Якуб Ганак, Давид Йирка              | 5:40.83 SF |
| 2     | Украина        | Сергей Гринь, Сергей Билоущенко, Олег Лыков, Леонид Шапошников     | 5:43.23 SF |
| 3     | Беларусь       | Валерий Родевич, Станислав Щербаченя, Павел Шурмей, Андрей Плешков | 5:46.80 SF |
| 4     | Великобритания | Саймон Коттл, Алан Кэмпбелл, Питер Гарднер, Питер Уэллз            | 5:54.69 R  |

### Дополнительный раунд
Четыре худшие команды разыграли три путёвки в полуфиналы. Худшая команда выбывает.
17 августа 2004
| Место | Страна         | Гребцы                                                        | Время      |
| ----- | -------------- | ------------------------------------------------------------- | ---------- |
| 1     | США            | Бен Холбрук, Брэтт Уилкинсон, Слоун Даросс, Кент Смэк         | 5:46.54 SF |
| 2     | Швейцария      | Симон Штурм, Кристиан Штофер, Оливье Гремо, Флориан Штофер    | 5:47.94 SF |
| 3     | Великобритания | Саймон Коттл, Алан Кэмпбелл, Питер Гарднер, Питер Уэллз       | 5:48.65 SF |
| 4     | Франция        | Ксавье Филипп, Седрик Беррес, Жонатан Коффик, Фредерик Перрье | 5:50.83    |

## Полуфиналы
Все команды, вышедшие в полуфинал, автоматически попадали в финал. Вместе с тем в полуфиналах определялся порядок проведения финала: по три лучшие команды из каждого полуфинала попадали в группу A, остальные составляли группу B.
19 августа 2004
| Место | Страна         | Гребцы                                                               | Время      |
| ----- | -------------- | -------------------------------------------------------------------- | ---------- |
| 1     | Польша         | Адам Брониковский, Марек Колбович, Славомир Крушковский, Адам Король | 5:42.63 FA |
| 2     | Германия       | Андре Виллимс, Штефан Фолькерт, Марко Гайзлер, Роберт Сенс           | 5:42.85 FA |
| 3     | Украина        | Сергей Гринь, Сергей Билоущенко, Олег Лыков, Леонид Шапошников       | 5:44.00 FA |
| 4     | Австралия      | Скотт Бреннан, Дэвид Кроушей, Данкан Фри, Шон Каултон                | 5:45.45 FB |
| 5     | Италия         | Алессандро Корона, Симоне Венье, Федерико Гаттинони, Симоне Раньери  | 5:47.38 FB |
| 6     | Великобритания | Саймон Коттл, Алан Кэмпбелл, Питер Гарднер, Питер Уэллз              | 5:48.52 FB |

| Место | Страна    | Гребцы                                                             | Время      |
| ----- | --------- | ------------------------------------------------------------------ | ---------- |
| 1     | Чехия     | Давид Копршива, Томаш Карась, Якуб Ганак, Давид Йирка              | 5:42.73 FA |
| 2     | Россия    | Сергей Федоровцев, Игорь Кравцов, Алексей Свирин, Николай Спинёв   | 5:44.08 FA |
| 3     | Беларусь  | Валерий Родевич, Станислав Щербаченя, Павел Шурмей, Андрей Плешков | 5:44.70 FA |
| 4     | Эстония   | Олег Виноградов, Игорь Кузьмин, Андрей Шилин, Андрей Ямся          | 5:44.90 FB |
| 5     | США       | Бен Холбрук, Брэтт Уилкинсон, Слоун Даросс, Кент Смэк              | 5:46.65 FB |
| 6     | Швейцария | Симон Штурм, Кристиан Штофер, Оливье Гремо, Флориан Штофер         | 5:48.74 FB |

## Финал
22 августа 2004
| Место | Страна   | Гребцы                                                               | Время   |
| ----- | -------- | -------------------------------------------------------------------- | ------- |
|       | Россия   | Сергей Федоровцев, Игорь Кравцов, Алексей Свирин, Николай Спинёв     | 5:56.85 |
|       | Чехия    | Давид Копршива, Томаш Карась, Якуб Ганак, Давид Йирка                | 5:57.43 |
|       | Украина  | Сергей Гринь, Сергей Билоущенко, Олег Лыков, Леонид Шапошников       | 5:58.87 |
| 4     | Польша   | Адам Брониковский, Марек Колбович, Славомир Крушковский, Адам Король | 5:58.94 |
| 5     | Германия | Андре Виллимс, Штефан Фолькерт, Марко Гайзлер, Роберт Сенс           | 6:07.04 |
| 6     | Беларусь | Валерий Родевич, Станислав Щербаченя, Павел Шурмей, Андрей Плешков   | 6:09.33 |

21 августа 2004
| Место | Страна         | Гребцы                                                              | Время   |
| ----- | -------------- | ------------------------------------------------------------------- | ------- |
| 1     | Австралия      | Скотт Бреннан, Дэвид Кроушей, Данкан Фри, Шон Каултон               | 6:02.31 |
| 2     | Швейцария      | Симон Штурм, Кристиан Штофер, Оливье Гремо, Флориан Штофер          | 6:04.53 |
| 3     | Эстония        | Олег Виноградов, Игорь Кузьмин, Андрей Шилин, Андрей Ямся           | 6:05.11 |
| 4     | Италия         | Алессандро Корона, Симоне Венье, Федерико Гаттинони, Симоне Раньери | 6:06.91 |
| 5     | США            | Бен Холбрук, Брэтт Уилкинсон, Слоун Даросс, Кент Смэк               | 6:07.83 |
| 6     | Великобритания | Саймон Коттл, Алан Кэмпбелл, Питер Гарднер, Питер Уэллз             | 6:07.87 |